# Ilhas Kerkennah
As ilhas Kerkennah (em árabe: قرقنة), por vezes escritas Kerkenna ou Kerkena, são um arquipélago da Tunísia no mar Mediterrâneo a cerca de 20 km ao largo de Sfax. Administrativamente, estão anexadas ao governorato de Sfax, composto por dez imadas, mas também um município.
São seis as ilhas, duas das quais habitadas: Gharbi ou Mellita e Chergui ou Grande Kerkennah. O perímetro do arquipélago ultrapassa 160 km. Têm 14 400 habitantes. A agricultura é difícil devido à aridez das ilhas, e a pesca é uma actividade importante.
Eram conhecidas como Cercina durante o período romano.